# Amsterdamsche Football Club Ajax 2008-2009
Questa pagina raccoglie i dati riguardanti l'Amsterdamsche Football Club Ajax nelle competizioni ufficiali della stagione 2008-2009.

## Stagione
La stagione inizia senza John Heitinga, mentre a guidare l'Ajax c'è l'ex biancorosso Marco van Basten. Gli olandesi accedono al tabellone principale della Coppa UEFA, dove battono facilmente il Borac Čačak. Passano quindi alla fase a gruppi, e si classificano al secondo posto dietro l'Amburgo ma davanti all'Aston Villa, allo Žilina e allo Slavia Praga; tra l'altro quest'ultima squadra aveva negato alla squadra l'accesso alla precedente edizione di Champions League. L'Ajax viene poi eliminato negli ottavi dalla KNVB beker dal Volendam.
Intanto in gennaio Klaas-Jan Huntelaar passa al Real Madrid; i Lancieri sconfiggono in campo europeo la Fiorentina, ma vengono eliminati negli ottavi dall'Olympique Marsiglia. In campionato arriva invece un terzo posto finale, a dodici punti dall'AZ Alkmaar campione ma davanti al PSV e al Feyenoord.
L'avventura del tecnico si conclude però con le dimissioni presentate in seguito alla sconfitta per 4-0 nella penultima gara contro lo Sparta Rotterdam, che preclude la qualificazione alla Champions League. È poi John van 't Schip a sedersi in panchina nell'ultima gara contro il Twente secondo (vittoria per 1-0).

## Organigramma societario
Fonte
Area direttiva
- Presidente:  Uri Coronel.

Area tecnica
- Allenatore:  Marco van Basten fino al 6/5/2009, poi  John van 't Schip.

## Rosa
| N. |                        | Ruolo | Calciatore           |
| -- | ---------------------- | ----- | -------------------- |
| 1  | Paesi Bassi (bandiera) | P     | Maarten Stekelenburg |
| 2  | Uruguay (bandiera)     | D     | Bruno Silva          |
| 3  | Spagna (bandiera)      | D     | Oleguer              |
| 4  | Belgio (bandiera)      | D     | Thomas Vermaelen     |
| 5  | Belgio (bandiera)      | D     | Jan Vertonghen       |
| 6  | Svezia (bandiera)      | C     | Rasmus Lindgren      |
| 7  | Svezia (bandiera)      | C     | Kennedy Bakırcıoğlu  |
| 8  | Paesi Bassi (bandiera) | C     | Urby Emanuelson      |
| 9  | Paesi Bassi (bandiera) | A     | Klaas-Jan Huntelaar  |
| 10 | Serbia (bandiera)      | A     | Miralem Sulejmani    |
| 11 | Marocco (bandiera)     | C     | Ismaïl Aissati       |
| 12 | Paesi Bassi (bandiera) | P     | Kenneth Vermeer      |
| 14 | Paesi Bassi (bandiera) | C     | Marvin Zeegelaar     |
| 15 | Paesi Bassi (bandiera) | D     | Gregory van der Wiel |
| 16 | Uruguay (bandiera)     | A     | Luis Alberto Suárez  |
| 17 | Paesi Bassi (bandiera) | D     | Rob Wielaert         |
| 18 | Spagna (bandiera)      | C     | Gabri                |
| 19 | Danimarca (bandiera)   | C     | Dennis Rommedahl     |
| 20 | Croazia (bandiera)     | A     | Darío Cvitanich      |

| N. |                             | Ruolo | Calciatore               |
| -- | --------------------------- | ----- | ------------------------ |
| 21 | Camerun (bandiera)          | C     | Eyong Enoh               |
| 22 | Paesi Bassi (bandiera)      | C     | Siem de Jong             |
| 23 | Brasile (bandiera)          | C     | Leonardo                 |
| 24 | Paesi Bassi (bandiera)      | C     | Jan-Arie van der Heijden |
| 25 | Paesi Bassi (bandiera)      | C     | Evander Sno              |
| 26 | Paesi Bassi (bandiera)      | C     | Jeffrey Sarpong          |
| 28 | Antille Olandesi (bandiera) | C     | Vurnon Anita             |
| 29 | Paesi Bassi (bandiera)      | C     | Mitchell Donald          |
| 30 | Paesi Bassi (bandiera)      | P     | Dennis Gentenaar         |
| 31 | Sudafrica (bandiera)        | P     | Hans Vonk                |
| 33 | Antille Olandesi (bandiera) | A     | Javier Martina           |
| 37 | Paesi Bassi (bandiera)      | D     | Robbert Schilder         |
| 38 | Belgio (bandiera)           | D     | Toby Alderweireld        |
| 39 | Paesi Bassi (bandiera)      | D     | Daley Blind              |
| 45 | Croazia (bandiera)          | A     | Darko Bodul              |
| 17 | Romania (bandiera)          | D     | George Ogăraru           |
| 32 | Paesi Bassi (bandiera)      | D     | Donovan Slijngard        |
| 31 | Spagna (bandiera)           | C     | Albert Luque             |

## Statistiche

### Statistiche di squadra
| Competizione | Punti | Totale | Totale | Totale | Totale | Totale | Totale |
| Competizione | Punti | G      | V      | N      | P      | Gf     | Gs     |
| ------------ | ----- | ------ | ------ | ------ | ------ | ------ | ------ |
| Eredivisie   | 68    | 34     | 21     | 5      | 8      | 74     | 41     |
| KNVB beker   | -     | 2      | 1      | 0      | 1      | 2      | 1      |
| Coppa UEFA   | 7     | 10     | 5      | 3      | 2      | 16     | 10     |
| Totale       |       | 46     | 27     | 8      | 11     | 92     | 52     |